# Stripped (We the Kings)
Stripped è il quinto album studio del gruppo emo-pop statunitense We the Kings, pubblicato nel 2014, contiene le versioni acustiche del precedente album ed una nuova canzone, Stone Walls.

## Tracce
1. Just Keep Breathing – 4:07
2. Queen of Hearts – 3:34
3. I Feel Alive – 4:07
4. Sad Song (feat. Elena Coats) – 4:24
5. Find You There – 3:40
6. Any Other Way – 3:09
7. Art of War – 4:26
8. See You In My Dreams – 4:09
9. Find You There – 4:28
10. That Feeling – 3:58
11. Stone Walls – 4:02
12. Is This the End? (Bonus track) – 2:25

## Formazione
Membri del gruppo
- Travis Clark - composizioni chitarra piano, programmazione, voce
- Charles Trippy - basso
- Hunter Thomsen - chitarra, voce
- Coley O'Toole - chitarra, tastiera, voce
- Danny Duncan - batteria